# エーギル

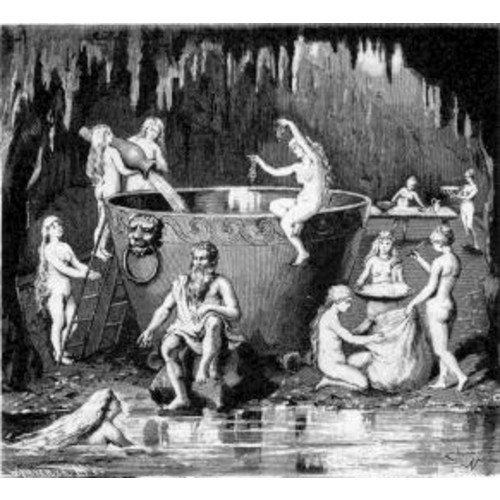
『古エッダ』の19世紀のスウェーデン語訳より。エーギルとラーン、9人の娘たちが、大鍋に麦酒を用意している。

エーギル（古ノルド語: Ægir）は、北欧神話に登場する神の名前である。

## 概要
海の神であるエーギルは波飛沫を思わせる白髪・白髭の姿をしているといわれる。
船に噛みついて破壊することがあり、詩では「エーギルのあぎと」という表現もあるという。
戦で死んだ者がオーディンの元へ連れていかれるのなら、海で溺れ死んだ者はこのエーギルの元へ連れていかれるという。なお、エーギルの語源は『迎え入れる者』。
エーギルはアース神族のために酒宴を催すなど神々に近い立場にあるが、所属するのは巨人族である。しかしラグナロクの際に神々と戦うことはないようである。
その酒宴の様子が『古エッダ』の『ロキの口論』に描かれているが、エーギルが会場に運び入れた黄金の輝きによって照明は不要であったとされている。

## 関係者
妻の名はラーンで、こちらは網を使って難破した人を海中に巻き込むとされている。語源は『奪い取る者』。
夫妻の間には9人の娘がおり、「波の乙女」と呼ばれている。
父はフォルニョートといわれている。『古エッダ』の『ヒュミルの歌』第2節において、エーギルが「ミスコルブリンディの子にそっくりな岩の住人（巨人）」と呼ばれているが、このミスコルブリンディとはフォルニョートの別名ではないかと考えられている。
同じ父から生まれた兄弟に、火を支配するロギと、風を支配するカーリ (Kári) がいるとされている。
召使いには、フィマフェングとエルディルがいるが、フィマフェングは『ロキの口論』の冒頭でロキに殺されてしまった。

## ギュミルとの関係
『ロキの口論』の冒頭には、エーギルが「別名ギュミルとも呼ばれるエーギル」と書かれているが、豊穣神フレイの妻となる巨人ゲルズの父もまたギュミルという。「エーギル」と「ギュミル」はともに海のケニングでもあり、2人が同一視されることもある。しかし、『-口論』第42節では、舞台となる広間にエーギルがいながら、ロキがフレイに向かって「ギュミルの娘」という言い方をしている 。

## ニョルズとの関係
北欧神話の海神には他にニョルズがいるが、ニョルズはいわば港湾の神であり、人間の海にまつわる活動に関係している。対してエーギルは外海におり、人間に無慈悲な自然現象の面を象徴している。